# Svatovítské varhanní večery
Svatovítské varhanní večery je mezinárodní varhanní festival pořádaný od roku 2011 každoročně vždy v červenci v pražské katedrále sv. Víta, Václava a Vojtěcha. Skládá se z několika koncertů konaných vždy jednou za týden, při nichž přední umělci hrají na Mölzerovy romantické varhany z roku 1932 v prvním patře Wohlmutovy kruchty. Pořádá jej Metropolitní kapitula u sv. Víta v Praze ve spolupráci se Správou Pražského hradu. V roce 2014 vystoupili Eva Bublová, Stephan Beck, Karel Hiner, Josef Rafaja a Linda Čechová Sítková.